# Списак виолиниста
Истакнути светски виолинисти:
- Живи
  - Ана-Софија Мутер
  - Игор Оистрах
  - Исак Перлман
  - Гидон Кремер
  - Најџел Кенеди
  - Херман Креберс
  - Петар Цимерман
  - Пинчас Цукерман
  - Ванеса Мае
  - Џошуа Бел
  - Шломо Минц
- Почивши
  - Адолф Буш (1891—1952)
  - Артур Грумио (1921—1986)
  - Бронислав Хиберман (1882—1947)
  - Давид Оистрах (1908—1974)
  - Фриц Креислер (1875—1962)
  - Хенрик Сзеринг (1918—1988)
  - Исак Штерн (1920—2001)
  - Натан Милштајн (1903—1992)
  - Јаша Хаифец (1901—1987)
  - Јехуди Мењухин (1916—1999)
  - Јожеф Сзигети (1892—1973)
  - Волфганг Шнеидерхан (1915—2002)
  - Зино Франческати (1902—1991)